# Língua fânti
Fânti, fante  ou fanté é uma das línguas faladas em Gana, pelo povo fânti. Trata-se de uma variante da língua akan, que, por sua vez, faz parte do grupo das línguas nigero-congolesas.